# Чаршанбе
39°02′07″ пн. ш. 66°57′36″ сх. д. / 39.03528° пн. ш. 66.96000° сх. д.
Чаршанбе (узб. Chorshanbe, Чоршанбе) — міське селище в Узбекистані, в Шахрисабзькому районі Кашкадар'їнської області.
Статус міського селища з 2009 року.